# Hrubý Jeseník (Boemia centrale)
Hrubý Jeseník è un comune della Repubblica Ceca facente parte del distretto di Nymburk, in Boemia Centrale.